# Bad Guy (film)
Bad Guy è un film del 2001 diretto da Kim Ki-duk, su un uomo che intrappola una donna nella prostituzione, e poi diventa protettivo verso di lei.
Nella colonna sonora del film è presente il brano I tuoi fiori di Etta Scollo, come motivo dominante.

## Trama
Una ragazza di nome Sun-hwa è seduta su una panchina, quando un uomo silenzioso dall'aria poco raccomandabile arriva e si siede al suo fianco. Lei si rende conto che l'uomo la sta fissando e si allontana irritata. Il suo ragazzo arriva e mentre stanno parlando, l'uomo silenzioso la afferra e la bacia con forza. Il suo ragazzo cerca di tirarlo via senza risultato. Quando l'aggressione termina, la donna esige delle scuse. L'uomo comincia ad allontanarsi ma alcuni soldati tra la folla riescono a trattenerlo. La donna lo insulta e gli sputa in faccia. Lui rimane in silenzio.
Più tardi, la donna è in una libreria e strappa la pagina di un libro d'arte che non può permettersi di acquistare. Si accorge di un portafogli dimenticato su dei libri vicino a lei, e furtivamente lo infila nella sua borsetta, non sapendo che il proprietario è un socio dell'uomo che l'ha molestata. Mentre lascia il negozio è avvicinata dal proprietario del portafogli, che ne chiede la restituzione, sostenendo che conteneva 10 milioni di won. Sun-hwa non è in grado di restituire la somma, e lui propone una soluzione: un prestito garantito dalla sua libertà.
Dopo un periodo di tempo lei è ancora debitrice dello strozzino e a questo punto, viene salvata dall'uomo silenzioso, che si rivela essere un pappone di nome Han-gi. Viene portata in un piccolo bordello, dove dovrà prostituirsi finché il suo finto debito non sarà saldato. Sun-hwa chiede alla signora che gestisce il bordello il permesso di vedere il suo ragazzo in modo tale da perdere la sua verginità con lui. Il suo ragazzo però, non capendo le motivazioni dell'improvvisa voglia di perdere la verginità di Sun-hwa nella loro auto, non reagisce come lei avrebbe voluto. Così Han-gi e due suoi uomini attaccano il fidanzato e portano via Sun-hwa. Adattarsi alla sua nuova vita è dura, e l'innocenza di Sun-hwa è presto portata via. Han-gi la guarda attraverso uno specchio semiriflettente installato nella sua stanza ogni volta che lei si incontra con un cliente.
Uno degli uomini di Han-gi si infatua di Sun-hwa, pagando per giacere con lei e chiedendole scusa per averle rovinato la vita. Lei lo convince ad aiutarla a fuggire, così lui sradica le sbarre di ferro dalla sua finestra permettendole di sgusciare via. La sua libertà è di breve durata: il protettore la trova e la riporta al bordello. Prima, però, la conduce su una spiaggia, dove sono testimoni del suicidio di una donna per annegamento. Nella sabbia Sun-hwa trova due fotografie strappate in pezzi, e le raccoglie. Tornata al bordello, le ricostruisce, attaccandole al suo specchio. Le due fotografie mostrano una coppia, ma mancano i pezzi raffiguranti i loro volti.
Han-gi viene ferito da un rivale, ma quando torna dall'ospedale vieta qualsiasi forma di ritorsione. Uno dei suoi uomini, Yun-tae, uccide però l'aggressore del suo capo. Han-gi si confessa alla polizia per salvarlo da un'esecuzione certa. Yun-tae è consumato dal senso di colpa, e commette un crimine in modo che possa essere rinchiuso nella stessa prigione. Il giorno previsto per l'esecuzione di Han-gi, Yun-tae riesce a fuggire dalla sua cella, e dopo aver attaccato il suo capo confessa tutto alle guardie, facendolo così rilasciare.
Alla fine la donna si rende conto che di essere spiata nella sua stanza, e distrugge lo specchio per scoprirvi dietro Han-gi, il quale paga il debito della donna. Una volta libera trova, nella sabbia della spiaggia, i volti della coppia nella foto: sono quelli di Han-gi e Sun-hwa. Infine decide di restare con lui, vendendo se stessa ai pescatori nella parte posteriore di un camion per guadagnarsi da vivere.

## Distribuzione
In Italia è stato distribuito all'interno del "Cofanetto Kim Ki-duk" della Minerva Video nel 2007 e, due anni dopo, anche come DVD singolo.

## Riconoscimenti
- 2001 - Busan International Film Festival
  - Menzione d'onore a Kim Ki-duk
- 2002 - Berlinale
  - In gara per l'orso d'oro
- 2002 - Fukuoka Asian Film Festival
  - Vincitore del gran premio della giuria a Kim Ki-duk
- 2002 - Grand Bell Awards
  - Miglior attrice a Seo Won
- 2002 - Sitges - Catalonian International Film Festival
  - Vincitore dell'Orient Express Award per Kim Ki-duk